# Močna jedrska sila
Mòčna jêdrska síla ali mòčna interákcija (izraz interakcija je natančnejši), tudi bárvna síla je ena od štirih osnovnih interakcij v naravi. Razdelimo jo lahko na dva dela: »osnovna« močna jedrska sila in »rezidualna« močna jedrska sila. Močna jedrska sila neposredno vpliva le na kvarke, antikvarke ter gluone (bozone, ki jo posredujejo). »Osnovni« del močne jedrske sile veže skupaj kvarke v hadrone, kot sta proton ali nevtron, »rezidualni« del pa veže skupaj hadrone v atomskem jedru. V tem delu je delec, ki posreduje močno jedrsko silo, bozonski hadron ali mezon.
Skladno s kvantno kromodinamiko nosi vsak kvark barvni naboj, ki obstaja v treh vrstah: »rdeč«, »zelen« in »moder«. Ta imena so zgolj oznake in niso povezana z dejanskimi barvami. Antikvarki so »anti-rdeči«, »anti-zeleni« ali »anti-modri«. Lastnost barvnega naboja je, da se enaki barvi odbijata, neenaki pa privlačita. Še posebej močan je privlak med barvo in njeno antibarvo. Delci lahko obstajajo le, če je njihova skupna barva »bela« oziroma nevtralna (čemur pravimo barvni singlet), kar pomeni, da so bodisi sestavljeni iz rdečega, zelenega in modrega kvarka (ali anti-rdečega, anti-zelenega in anti-modrega antikvarka) – takšni delci so barioni, zgleda sta proton in nevtron – bodisi iz kvarka in antikvarka iste barve (npr. rdečega kvarka in anti-rdečega antikvarka) – ti delci so mezoni.
Močna interakcija deluje med kvarkoma tako, da ta izmenjujeta gluone. Obstoja devet vrst gluonov, vsak od njih je sestavljen iz barvnega in anti-barvnega naboja.
Ob interakciji kvarkov ti neprestano spreminjajo svojo barvo, a tako, da se skupni barvni naboj ohranja. Če opisujemo privlačno interakcijo med rdečim in zelenim kvarkom v barionu, jo opišemo tako, da rdeči kvark izseva, zeleni kvark pa absorbira gluon, ki nosi rdeč in anti-zelen naboj. S tem postane dotlej rdeč kvark zelen, zelen pa rdeč. Skupni barvni naboj (rdeč + zelen) se tako ohranja. Če interagirata moder kvark in anti-moder antikvark v mezonu, lahko takšno interakcijo opišemo tako, da modri kvark izseva, anti-modri antikvark pa absorbira gluon, ki nosi anti-rdeč in moder naboj. S tem postane dotlej moder kvark rdeč, dotlej anti-moder antikvark pa anti-rdeč. Njun skupni barvni naboj s tem še naprej ostaja enak nič. Dva zelena kvarka se medsebojno odbijata tako, da izmenjujeta gluone, ki nosijo zelen in anti-zelen barvni naboj; njun barvni naboj s tem ostaja zelen.
Za razliko od drugih osnovnih sil deluje močna interakcija tudi na delce, ki jo posredujejo, saj so tudi gluoni barvno nabiti. Zaradi tega je doseg močne interakcije močno omejen in kljub temu, da gluoni nimajo mase, ne sega dosti dlje, kot je polmer hadrona. Naslednji nenavadni pojav je tudi ta, da sila narašča z razdaljo med kvarkoma. To onemogoča, da bi opazili proste kvarke. Ko povečujemo razdaljo med kvarkoma, moramo v to vlagati vedno več energije. V nekem trenutku je energije dovolj, da se ustvarijo novi kvarki. Zato kvarke opazimo vedno le v parih ali tripletih, nikoli pa posamično. V učbenikih najdemo analogijo z elastičnim trakom: če tega res močno raztegnemo, se pretrga in namesto enega dobimo dva elastična traka. Podobno je s kvarki: če vložimo energijo in razmaknemo par kvarkov dovolj daleč, ju ne ločimo, ampak se vložena energija porabi za to, da se ustvari par kvark-antikvark.